# Luis Ladaria Ferrer
Luis Francisco Ladaria Ferrer SJ (ur. 19 kwietnia 1944 w Manacor) – hiszpański duchowny rzymskokatolicki, jezuita, doktor nauk teologicznych specjalizujący się w teologii dogmatycznej, arcybiskup, sekretarz Kongregacji Nauki Wiary w latach 2008−2017, przewodniczący Papieskiej Komisji „Ecclesia Dei” w latach 2017−2019, prefekt Dykasterii Nauki Wiary (do 2022 Kongregacji Nauki Wiary) w latach 2017–2023, kardynał diakon od 2018.

## Życiorys
Święcenia kapłańskie przyjął 29 lipca 1973 w zakonie jezuitów. Po święceniach i studiach w Rzymie objął funkcję wykładowcy na Papieskim Uniwersytecie Comillas. W 1984 został wykładowcą teologii dogmatycznej w Gregorianum, zaś w latach 1986–1994 był wicerektorem tejże uczelni. W 2004 został sekretarzem Międzynarodowej Komisji Teologicznej.
9 lipca 2008 został mianowany sekretarzem Kongregacji Nauki Wiary, zastępując na tym stanowisku abp Angela Amato, który został mianowany prefektem Kongregacji Spraw Kanonizacyjnych.
1 lipca 2017 papież Franciszek mianował go prefektem Kongregacji Nauki Wiary w miejsce ustępującego kard. Gerharda Ludwiga Müllera.
20 maja 2018 podczas modlitwy Regina Coeli papież Franciszek ogłosił, że mianował go kardynałem. Jego kreacja kardynalska odbyła się na konsystorzu 28 czerwca 2018.
1 lipca 2023 zakończył pełnienie funkcji prefekta Dykasterii Nauki Wiary. 19 kwietnia 2024 w związku z ukończeniem 80 lat utracił prawo do udziału w konklawe.